# Zezë
Zezë (t. Zeza) – rzeka w północnej Albanii, w zlewisku Morza Adriatyckiego. Wypływa na wzgórzach niziny nadmorskiej na północ od miasteczka Krujë. Po połączeniu z rzeką Gjola tworzy Ishëm.